# 고에너지 전자·감마선 관측장치
고에너지 전자·감마선 관측장치(일본어: 高エネルギー電子・ガンマ線観測装置, 영어: CALorimetric Electron Telescope, CALET)는 전자와 감마선을 검출하기 위한 우주 망원경으로, 전자, 양성자, 원자핵, 감마선 등을 감지해 방출 위치, 에너지량, 전하량 등을 측정하여 암흑 물질을 찾는다.
망원경은 일본 우주항공연구개발기구 주도로 개발되었으며, HTV-5 우주선에 실려 국제 우주 정거장 키보 모듈에 설치되었다.

## 개요

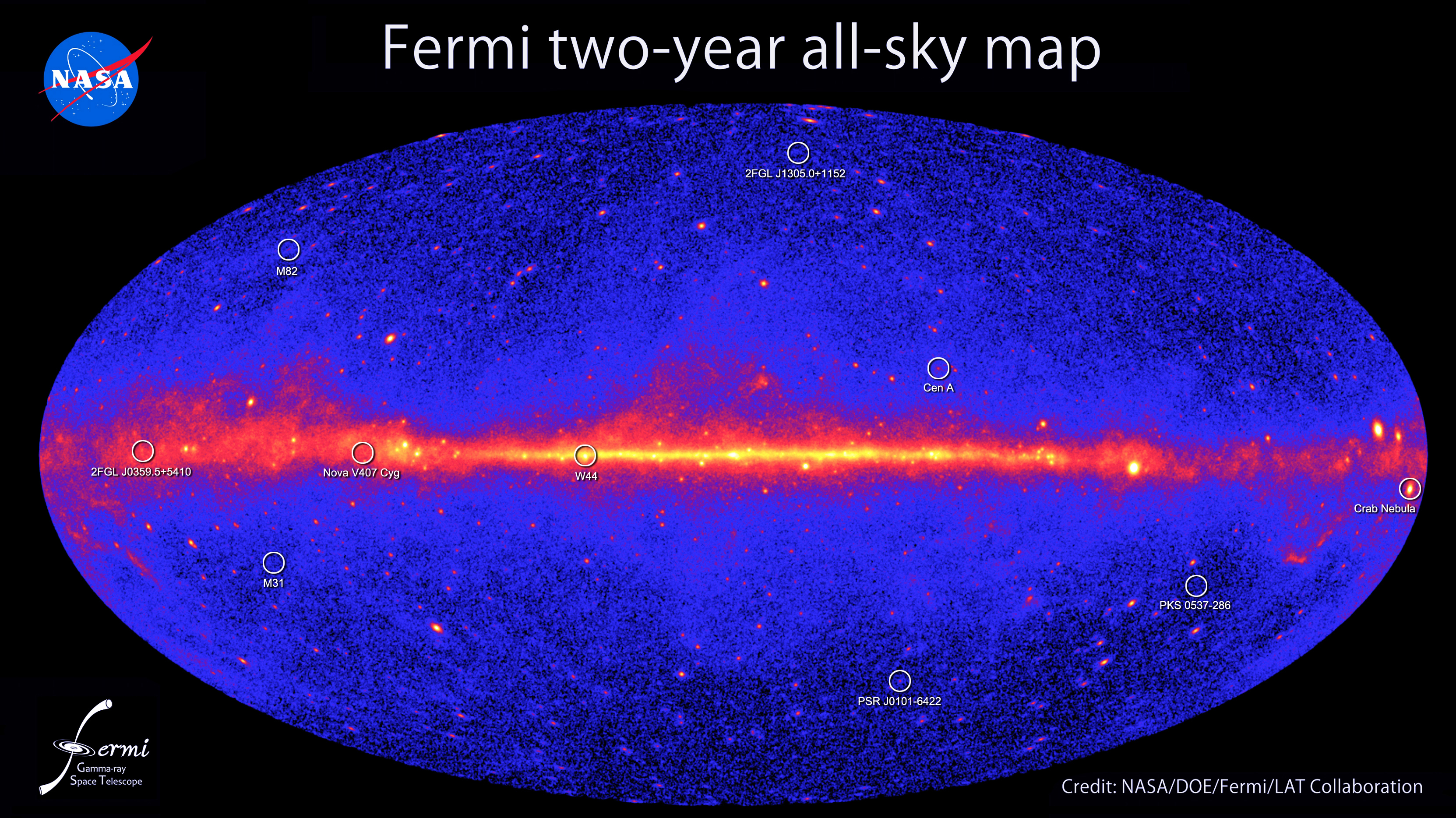
페르미 감마선 우주망원경이 2년 간에 걸쳐 수집한 자료를 모아 사진으로 재구성한 것으로, 에너지를 10억 볼트 (1 GeV) 이상 방출하면 밝은 색으로 나타난다.

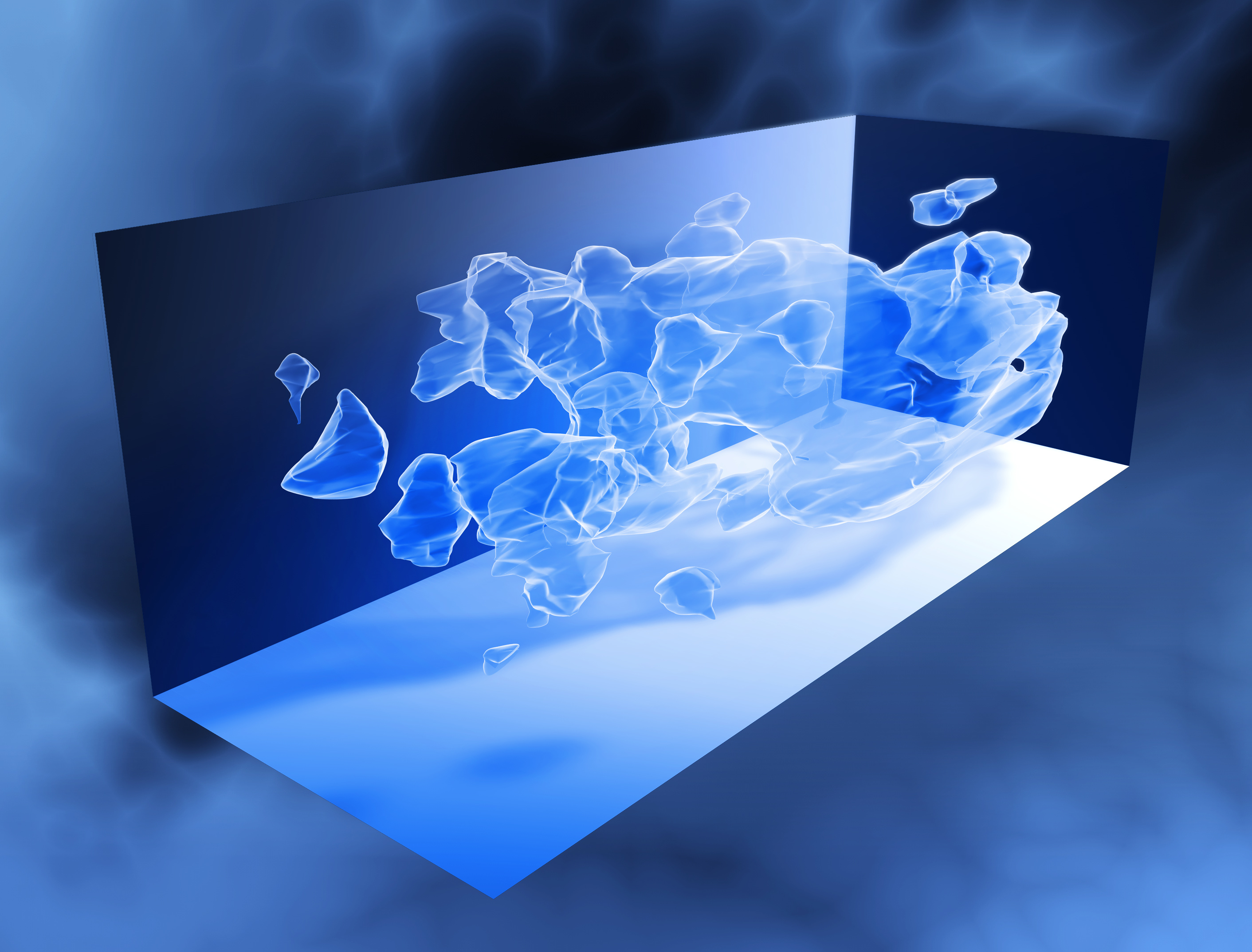
허블 우주 망원경이 찾아낸 중력 렌즈 효과를 모아 만든 암흑 물질의 3D 분포 지도.

CALET 망원경은 우주선의 전자 스펙트럼을 높은 정밀도로 감지하여 우리은하 내에서 우주선 입자들이 가속되는 원리 및 원인을 알아내, 암흑 물질의 흔적을 찾는 것이 목적이다. 우주에서 입자들이 가속되는 속도는 지구에서 입자 가속기를 이용하여 가속하는 것보다 훨씬 더 크고, 이를 연구함으로서 입자물리학에 활용할 수도 있다. CALET 망원경의 주도 교수는 와세다 대학교의 토리 쇼지였다.
다른 광학 망원경들과는 다르게 CALET는 "탐색 모드"로 작동되는데, 즉 한 지점을 응시하는 것이 아니라 모든 지점에서 들어오는 우주선을 기록한 후 테라볼트 (1조 볼트) 단위로 우주선의 에너지를 측정한다. 이 측정값은 우주 정거장에 기록되었다가 루이지애나 주립 대학에 보내진다. 망원경은 2 ~ 5년간 작동될 예정이다.
CALET 망원경에는 보조로 CIRC(Cpmpact Infrared Camera, 압축형 적외선 카메라)장비가 실려 지구 산불을 관측하게 된다.

## 목표
망원경의 운용 목적은 다음과 같았다.
1. 우주선과 감마선이 가속되는 원인 및 원리 파악.
2. 우주선이 은하를 통과할 때 수가 증가하는 원리 파악.
3. 암흑 물질의 존재 확인.

우주선 감지기로서 CALET 망원경은 입자물리학적으로 입자들의 생성 및 소멸을 관측하며, 천체물리학적으로 입자들의 가속 과정을 관찰하게 된다.

## 관측 결과
2017년 CELET 팀은 약 50만 개 정도의 우주선 입자들을 관측한 결과들을 발표했으며, 30 GeV 이상 대역에서 스펙트럼 지수 −3.152 ± 0.016 을 찾아냈다.